# Aposthonia ceylonica
Aposthonia ceylonica är en insektsart som först beskrevs av Günther Enderlein 1912.  Aposthonia ceylonica ingår i släktet Aposthonia och familjen Oligotomidae. Inga underarter finns listade i Catalogue of Life.